# Mannschaftskader der Primera División (Schach) 1983
Die Liste der Mannschaftskader der Primera División (Schach) 1983 enthält alle Spieler, die in der spanischen Primera División im Schach 1983 mindestens eine Partie spielten, mit ihren Einzelergebnissen.

## Allgemeines
Während CA Nifsa Las Palmas in allen Wettkämpfen die gleichen vier Spieler einsetzte, spielten bei Círculo Mercantil San Sebastián sieben Spieler mindestens eine Partie. Insgesamt kamen 56 Spieler zum Einsatz, von denen 22 an allen Wettkämpfen teilnahmen.
Punktbester Spieler war Víctor Manuel Vehí Bach (CE Vulcà Barcelona) mit 7,5 Punkten aus 9 Partien, sein Mannschaftskollege Juan Manuel Bellón López erreichte 6,5 Punkte aus 9 Partien. Kein Spieler erreichte 100 %, das prozentual beste Ergebnis gelang Díaz (CA Peña Rey Ardid Bilbao) mit 3,5 Punkten aus 4 Partien.

## Legende
Die nachstehenden Tabellen enthalten folgende Informationen:
- Nr.: Ranglistennummer
- Titel: FIDE-Titel; GM = Großmeister, IM = Internationaler Meister
- Land: Verbandszugehörigkeit gemäß Elo-Liste von Juli 1983; COL = Kolumbien, ESP = Spanien, PER = Peru, SWE = Schweden
- Elo: Elo-Zahl in der Elo-Liste von Juli 1983
- G: Anzahl Gewinnpartien
- R: Anzahl Remispartien
- V: Anzahl Verlustpartien
- Pkt.: Anzahl der erreichten Punkte
- Partien: Anzahl der gespielten Partien

## CE Vulcà Barcelona
| Nr. | Titel | Name                     | Land | Elo  | G | R | V | Pkt. | Partien |
| --- | ----- | ------------------------ | ---- | ---- | - | - | - | ---- | ------- |
| 1   | GM    | Orestes Rodríguez Vargas | PER  | 2430 | 0 | 8 | 1 | 4    | 9       |
| 2   | GM    | Juan Manuel Bellón López | ESP  | 2420 | 4 | 5 | 0 | 6,5  | 9       |
| 3   | IM    | Ángel Martín González    | ESP  | 2395 | 4 | 2 | 0 | 5    | 6       |
| 4   | IM    | Antonio Medina García    | ESP  | 2365 | 1 | 2 | 0 | 2    | 3       |
| 5   |       | Víctor Manuel Vehí Bach  | ESP  | 2335 | 6 | 3 | 0 | 7,5  | 9       |

## CA Peña Rey Ardid Bilbao
| Nr. | Titel | Name                      | Land | Elo  | G | R | V | Pkt. | Partien |
| --- | ----- | ------------------------- | ---- | ---- | - | - | - | ---- | ------- |
| 1   |       | Juan Mario Gómez Esteban  | ESP  | 2380 | 4 | 4 | 1 | 6    | 9       |
| 2   |       | Rafael Álvarez Ibarra     | ESP  | 2245 | 0 | 6 | 2 | 3    | 8       |
| 3   |       | Pedro María Zabala Bilbao | ESP  |      | 4 | 1 | 1 | 5,5  | 7       |
| 4   |       | Eleazar Ortiz Herranz     | ESP  |      | 1 | 5 | 1 | 3,5  | 7       |
| 5   |       | Díaz                      | ESP  |      | 3 | 1 | 0 | 3,5  | 4       |
| 6   |       | Macías                    | ESP  |      | 0 | 1 | 1 | 0,5  | 2       |

## CA Gambito Valencia
| Nr. | Titel | Name                       | Land | Elo  | G | R | V | Pkt. | Partien |
| --- | ----- | -------------------------- | ---- | ---- | - | - | - | ---- | ------- |
| 1   | IM    | Jaan Eslon                 | SWE  | 2430 | 1 | 7 | 1 | 4,5  | 9       |
| 2   |       | Rafael Mari Sancho         | ESP  | 2270 | 3 | 6 | 0 | 6    | 9       |
| 3   |       | José Ferrandis Pérez       | ESP  |      | 1 | 3 | 0 | 2,5  | 4       |
| 4   |       | Ramón Navarro Lerma        | ESP  |      | 1 | 4 | 0 | 3    | 5       |
| 5   |       | José María Macián Estelles | ESP  |      | 0 | 7 | 0 | 3,5  | 7       |
| 6   |       | Uris                       | ESP  |      | 0 | 2 | 0 | 1    | 2       |

## Asociación Barcinona
| Nr. | Titel | Name                   | Land | Elo  | G | R | V | Pkt. | Partien |
| --- | ----- | ---------------------- | ---- | ---- | - | - | - | ---- | ------- |
| 1   |       | Josep Parés Vives      | ESP  | 2280 | 1 | 8 | 0 | 5    | 9       |
| 2   |       | Jordi Ayza Ballester   | ESP  | 2310 | 2 | 6 | 1 | 5    | 9       |
| 3   |       | Gregorio García Conesa | ESP  | 2280 | 1 | 6 | 1 | 4    | 8       |
| 4   |       | Saenz                  | ESP  |      | 0 | 3 | 0 | 1,5  | 3       |
| 5   |       | Josep Garriga Nualart  | ESP  | 2300 | 1 | 1 | 0 | 1,5  | 2       |
| 6   |       | Lluís Coll Enriquez    | ESP  |      | 2 | 3 | 0 | 3,5  | 5       |

## GC Covadonga
| Nr. | Titel | Name                          | Land | Elo | G | R | V | Pkt. | Partien |
| --- | ----- | ----------------------------- | ---- | --- | - | - | - | ---- | ------- |
| 1   |       | Juan Antonio Corral Blanco    | ESP  |     | 3 | 6 | 0 | 6    | 9       |
| 2   |       | José Antonio Núñez Vallina    | ESP  |     | 2 | 5 | 1 | 4,5  | 8       |
| 3   |       | Enrique Rafael Iglesias Valle | ESP  |     | 1 | 5 | 1 | 3,5  | 7       |
| 4   |       | Javier Menéndez Rey           | ESP  |     | 1 | 2 | 2 | 2    | 5       |
| 5   |       | Rafael Antuña Egocheaga       | ESP  |     | 2 | 1 | 3 | 2,5  | 6       |
| 6   |       | Federico Martínez González    | ESP  |     | 0 | 1 | 0 | 0,5  | 1       |

## UGA Barcelona
| Nr. | Titel | Name                               | Land | Elo  | G | R | V | Pkt. | Partien |
| --- | ----- | ---------------------------------- | ---- | ---- | - | - | - | ---- | ------- |
| 1   | IM    | José Luis Fernández García         | ESP  | 2470 | 0 | 6 | 3 | 3    | 9       |
| 2   | IM    | Francisco Javier Ochoa de Echagüen | ESP  | 2410 | 2 | 7 | 0 | 5,5  | 9       |
| 3   | GM    | Arturo Pomar Salamanca             | ESP  | 2405 | 1 | 4 | 1 | 3    | 6       |
| 4   |       | Alfredo Rosich Valles              | ESP  |      | 3 | 4 | 2 | 5    | 9       |
| 5   |       | Guillermo Buxadé Roca              | ESP  | 2285 | 2 | 1 | 0 | 2,5  | 3       |

## CA Nifsa Las Palmas
| Nr. | Titel | Name                     | Land | Elo  | G | R | V | Pkt. | Partien |
| --- | ----- | ------------------------ | ---- | ---- | - | - | - | ---- | ------- |
| 1   | IM    | José García Padrón       | ESP  | 2360 | 2 | 6 | 1 | 5    | 9       |
| 2   | IM    | José Miguel Fraguela Gil | ESP  | 2295 | 1 | 6 | 2 | 4    | 9       |
| 3   |       | Francisco López Colón    | ESP  | 2240 | 4 | 4 | 1 | 6    | 9       |
| 4   |       | Trujillo                 | ESP  |      | 0 | 6 | 3 | 3    | 9       |

## Círculo Mercantil Sevilla
| Nr. | Titel | Name                               | Land | Elo  | G | R | V | Pkt. | Partien |
| --- | ----- | ---------------------------------- | ---- | ---- | - | - | - | ---- | ------- |
| 1   | IM    | Manuel Rivas Pastor                | ESP  | 2485 | 2 | 5 | 1 | 4,5  | 8       |
| 2   |       | Ricardo Montecatine Rios           | ESP  | 2265 | 2 | 5 | 2 | 4,5  | 9       |
| 3   |       | Estrada                            | ESP  |      | 0 | 2 | 3 | 1    | 5       |
| 4   |       | Enrique Álvarez de Toledo Cornello | ESP  |      | 1 | 3 | 3 | 2,5  | 7       |
| 5   |       | Antonio Prados Montaño             | ESP  |      | 2 | 3 | 2 | 3,5  | 7       |

## CE Olot
| Nr. | Titel | Name                            | Land | Elo  | G | R | V | Pkt. | Partien |
| --- | ----- | ------------------------------- | ---- | ---- | - | - | - | ---- | ------- |
| 1   | IM    | Óscar Humberto Castro Rojas     | COL  | 2380 | 3 | 1 | 5 | 3,5  | 9       |
| 2   |       | Rafael González Maza            | ESP  | 2335 | 1 | 5 | 3 | 3,5  | 9       |
| 3   |       | Miguel Ángel Nepomuceno Salcedo | ESP  |      | 0 | 4 | 5 | 2    | 9       |
| 4   |       | Carles Casacuberta Vergés       | ESP  |      | 1 | 1 | 3 | 1,5  | 5       |
| 5   |       | Josep María Mir Codina          | ESP  |      | 0 | 2 | 0 | 1    | 2       |
| 6   |       | Velasco                         | ESP  |      | 1 | 1 | 0 | 1,5  | 2       |

## Círculo Mercantil San Sebastián
| Nr. | Titel | Name                         | Land | Elo  | G | R | V | Pkt. | Partien |
| --- | ----- | ---------------------------- | ---- | ---- | - | - | - | ---- | ------- |
| 1   |       | Francisco Gallego Eraso      | ESP  | 2320 | 0 | 6 | 3 | 3    | 9       |
| 2   |       | Julia Gallego Eraso          | ESP  | 1865 | 0 | 3 | 6 | 1,5  | 9       |
| 3   |       | Francisco Sesma Irigoyen     | ESP  |      | 0 | 3 | 5 | 1,5  | 8       |
| 4   |       | Antonio Casado Fernández     | ESP  |      | 0 | 1 | 2 | 0,5  | 3       |
| 5   |       | J. Casado                    | ESP  |      | 0 | 0 | 1 | 0    | 1       |
| 6   |       | Carlos San Sebastián Vicioso | ESP  |      | 0 | 3 | 1 | 1,5  | 4       |
| 7   |       | Olaverri                     | ESP  |      | 0 | 0 | 2 | 0    | 2       |